# Trophäenkommission
Trophäenkommissionen waren im und nach dem Zweiten Weltkrieg Gruppen sowjetischer Fachkräfte aus Wissenschaft, Technik, Wirtschaft und Kultur mit höheren militärischen Rängen, jedoch ohne militärische Einflussnahme, die dem Aufspüren und Erbeuten von wissenschaftlichen und kulturellen Leistungen und Leistungsträgern dienten, aber speziell auch der Verbringung von Kultur- und Kunstgegenständen in die Sowjetunion.
Die Bezeichnung wurde später zum Synonym für entsprechende Fachkräfte auch der anderen drei Siegermächte. Auch einzeln agierende Fachleute (Spezialisten) werden darunter verstanden.

## Überblick
Die Spezialisten fungierten als Verbindungsoffiziere zwischen den militärischen Verbänden und den fachlichen Organisationen in der Heimat und sind auch als Kulturoffiziere bekannt (Siehe Jewgeni Fjodorowitsch Lutschuweit).
Relevant sind auch Begriffe wie Trophäenorgane, Trophäenbrigaden, Trophäenjäger und Trophäenkonto. Siehe hierzu auch Beutekunst (Zweiter Weltkrieg).
Bei den englischen und amerikanischen Behörden findet sich hierfür die Bezeichnung „Intelligence-Stäbe“ und „Intelligence-Crew“. Hierunter zählt auch das amerikanische „Office of Scientific Research and Development“ (OSRD) unter Vannevar Bush. Bereits vor Ende des Krieges wurde von der Verwaltung für Technik und Einsatz der Luftstreitkräfte in den  USA ein Sonderzentrum in Freeman Field im Staate Indiana zwecks Vorbereitung  und Koordinierung der Übernahme der deutschen technischen Geheimprojekte insbesondere der geheimen Raketenprogramme eingerichtet. – Über die diesbezüglichen französischen Aktionen sind keine Nachweise bekannt.

## Wissenschaftler und Patente

### Allgemeines
Es galt in diesem Bereich, sowohl Laboratorien, Betriebe und Patentämter nach technisch-technologischen Projekten zu durchforsten als auch Wissenschaftler zu suchen, die im Dritten Reich die Leistungsträger waren. Die Trophäenkommissionen begleiteten die vorrückenden Divisionen.
Besonderes Interesse galt Atomforschern (u. a. Manfred von Ardenne und Werner Heisenberg), Flugzeug- und Raketenbauern (u. a. Brunolf Baade, Wernher von Braun, Ernst Steinhoff und Helmut Gröttrup). Weiteres Interesse bestand an der Entwicklung moderner elektronischer Geräte, der Farbfilmtechnik und der Entwicklung von Chemiewaffen.
Die Westalliierten orientierten sich an der Osenberg-Liste. Das Alliierte Oberkommando hatte die T-Forces ermahnt, ihr besonderes Augenmerk auf die mit der Industrie eng verbundenen Hochschulen und Universitäten zu richten. Das betraf u. a. Leipzig, Halle und Jena.
Die Spezialoffiziere, aber auch die Opfer dienten letztendlich dem Kalten Krieg: „Bislang akzeptierte Normen menschlichen Verhaltens wurden außer Kraft gesetzt. … Alles war erlaubt, wenn es dazu diente, auf dem schnellsten Wege so viele deutsche Wissenschaftler wie möglich in … Dienst zu stellen.“ Die Wissenschaftler dienten den neuen Herren bei der Aufrüstung.

### Beispiele (Auswahl)
- Atomforschung und Atombombenentwicklung:
  - Als wissenschaftlicher Leiter der US-amerikanischen Alsos-Mission wurde im Verlauf der Mission der Physiker Samuel Abraham Goudsmit berufen. Im Rahmen der Operation Epsilon nahm er in Hechingen die Gruppe um Werner Heisenberg gefangen. Zusammen mit Erich Bagge, Kurt Diebner, Walther Gerlach, Otto Hahn, Paul Harteck, Horst Korsching, Max von Laue, Carl Friedrich Freiherr von Weizsäcker und Karl Wirtz wurde er anschließend in Farm Hall in England interniert. Das Labor von Werner Heisenberg in Haigerloch wurde von einem amerikanischen Kommando deportiert.

- In der Zielfahndung des sowjetischen Geheimdienstes NKWD stand für die Mitwirkung an der deutschen Atomforschung neben Manfred von Ardenne auch Gustav Hertz. Am 10. Mai 1945 stellte Manfred von Ardenne auf Anraten von Generaloberst V. A. Machnejew, dem Beauftragten für den Sektor Wissenschaft und Technik und Verbindungsoffizier zur sowjetischen Akademie der Wissenschaften, einen Antrag auf wissenschaftliche Zusammenarbeit, dem stattgegeben wurde. Gustav Hertz wurde in einem sowjetischen Militärflugzeug mit einer Gruppe von Mitarbeitern am 13. Juni 1945 nach Moskau-Tuschino ausgeflogen.

- Raketenentwicklung:

Hierfür war von Seiten der Sowjetunion zunächst der Steuerungsspezialist Boris Tschertok und später der bereits vor dem Zweiten Weltkrieg bekannte Raketen-Konstrukteur Sergei Koroljow im Range eines Obersts u. a. im Zentralwerk Bleicherode sowie am 22. Oktober 1946 bei der Aktion Ossawakim tätig.
- weitere wissenschaftliche und technische Objekte

- Gemäß Reparationsleistungen wurde technisches Gerät aus Industriebetrieben der Sowjetischen Besatzungszone (SBZ) in die Sowjetunion mit hohem Aufwand über Straße und Schiene verbracht. Beispiele sind die Firmen Siemens, VEM Sachsenwerk Dresden, Gustav Barthel für Lötgeräte Dresden sowie STANZILA für Blechverarbeitung Dresden, wodurch die durch den Krieg geschwächte Volkswirtschaft der SBZ weiter dezimiert wurde.
- Von der amerikanischen Zwangsevakuierung in Sachsen und Thüringen waren Unternehmen betroffen, die moderne Verfahren angewandt hatten und moderne Erzeugnisse produzierten: Siemens, Telefunken, Siebel Flugzeugwerke, Junkers Motorenbau und Junkers Flugzeugwerk, Agfa Wolfen, Rheinmetall-Borsig AG, Deutsche Solvay-Werke GmbH Bernburg a. d. Saale, I.G. Farben Bitterfeld und Leuna und weitere Betriebe.
- In Leipzig erfolgte durch das US-amerikanische Counter Intelligence Corps (CIC), das sich an der Osenberg-Liste orientierte, die Zwangsevakuierung von ca. 35 Wissenschaftlern zwischen dem 22. und 27. Oktober 1945. Betroffen waren u. a. das Physikalische (insbesondere ehemalige Mitarbeiter von Heisenberg) und das Chemische Institut sowie medizinische Institute.
- In Jena wurden durch US-amerikanische Sondereinheiten von den Carl Zeiss Werke sowie dem mit ihm eng verbundenen Glaswerk Schott & Genossen etwa 1700 Mitarbeiter vom 18. bis 25. Juni 1945 unter dem Motto „We take the brain“ mit der Aktion „Carl-Zeiss-Werk-Mission“ nach Heidenheim zwangsevakuiert. Zeiss war der weltweit führende Hersteller optischer und feinmechanischer Präzisionsgeräte von größter militärischer Bedeutung. Mit der Eingliederung Thüringens in die SBZ am 1. Juli 1945 erfolgte durch die sowjetischen Besatzer gemäß Verfügung des Ministerrates der UdSSR Nr. 1539-686 vom 9. Juli 1946 zeitgleich mit der Aktion Ossawakim am 22. Oktober 1946 eine zweite Verschleppung von Mensch und Material in die Sowjetunion.

## Kunst- und Kulturgegenstände

### Allgemeines
Die Spezialoffiziere operierten auf der Basis von Anforderungs- und Wunsch-Listen. So forderte das ZK der KPdSU von den größten sowjetischen Bibliotheken bereits Ende 1944, sich zu Fragen der Ausfuhr von Bibliotheksausrüstungsgegenständen, Bibliotheken und Büchersammlungen zu äußern. Im November 1945 wurden ergänzende Anforderungen u. a. von der Akademie der Wissenschaften, dem Kunst-Komitee, der Obersten Archivverwaltung der UdSSR sowie der Ukrainischen Akademie der Wissenschaften gestellt. In diese Recherche eingeschlossen war auch die Suche nach sowjetischen Objekten, die als Beutegut der Deutschen in Deutschland vermutet wurden. * Kunst- und bibliophile Objekte:

### „Aktion Beutekunst“
Im Rahmen dieser Aktionen, von Kunsthistorikern nach Archivunterlagen übergeordnet auch als „Aktion Beutekunst“ bezeichnet, wurden hunderte Kunst- und Kulturbestände aufgespürt und (gleich ob privat oder in öffentlicher Hand) in die Sowjetunion verbracht. Mit Ausnahme der großanlegten Rückgabe der Dresdner Kunstschätze wurden erst nach 1990 die bis dahin als „Geheimdepots“ verwahrten Objekte, deren Existenz allerdings noch heute teilweise offiziell bestritten wird, bekannt. Dazu gehören (als Auswahl):
Aachen
- 87 Gemälde des Suermondt-Ludwig-Museums Aachen

Berlin
- umfangreiche Bestände der Ostasiatischen Sammlung des Museums für Asiatische Kunst
- Bestände des Berliner Museum für Vor- und Frühgeschichte, darunter der Schatz des Priamos (dessen „Überführung“ in die Sowjetunion bereits in den 1950er Jahren vermutet wurde)
- Nachlass Ferdinand Lassalle
- Nachlass Walther Rathenau
- private Sammlung Friedrich Carl Siemens (einschließlich Gemälde des 19. Jahrhunderts)
- private Sammlung Eduard von der Heydt
- private Sammlung Otto Gerstenberg
- private Sammlung Otto Krebs
- private Sammlung Bernhard Koehler
- private Sammlung Monica Sachse (Witwe von Paul Sachse)

Bremen
- umfangreiche Bestände der Kunsthalle Bremen (u. a. die so genannte Baldin-Sammlung)

Dresden
- Kunstobjekte z. B. aus den Staatlichen Kunstsammlungen Dresden wurden während des Zweiten Weltkrieges u. a. in dem ehemaligen Eisenbahnstollen bei Großcotta südlich von Pirna, gleiches betraf das Kalkwerk Lengefeld und Pillnitz, sichergestellt. Sie standen auf der Oberservationsliste dieser Fachkräfte.[5] In Dresden wurde nahezu der gesamte auffindbare Kunstbestand in die Sowjetunion verbracht und in mehreren Aktionen 1956 und 1958 teilweise zurückgegeben. Dass diese Rückgabe unvollständig war, vermutete bereits 1957 der damalige Beauftragte Werner Schmidt anhand von Zufallsfunden vor Ort.[19] Etwa 200.000 Stücke der Sächsischen Landesbibliothek – Staats- und Universitätsbibliothek Dresden (Inkunabeln, Handschriften und Erstdrucke) befinden sich noch immer in Russland.

Eberswalde
- der bronzezeitliche Eberswalder Goldschatz

Eisenach
- die Rüstkammer der Wartburg
- Thüringer Museum

Gotha
- Bestände der Gothaer Bibliothek

Wernigerode
- Bestände der Stolbergischen Bibliothek Wernigerode

Weitere Beispiele aus der Kunstszene betreffen Georgium, Schwertscheide von Gutenstein, Schloss Friedenstein in Gotha, Pyramide von Rapa in  Rapa/Polen, Universitätsbibliothek in Erfurt, Steinsalzbergwerk Bernburg, Stadtbibliothek in Magdeburg.

### Rückgabebemühungen
1997 verabschiedete die russische Duma – entgegen der unterzeichneten weltweiten Konvention von 1954, von der Sowjetunion unterzeichnet – dass die „Beutekunst aus Deutschland“ russisches Eigentum sei. Boris Jelzin, der sich dem widersetzte, wurde verfassungsgerichtlich gezwungen, dieses Gesetz zu unterzeichnen und damit in Kraft zu setzen.

### Diskussionen
Die verschiedensten Gruppen operierten unabhängig voneinander, kooperierten jedoch auch. Dadurch erfolgte manchmal ein aus wissenschaftlicher Sicht unakzeptables Auseinanderreißen von Kollektionen. Die Verbringungen werden gelegentlich dadurch relativiert, dass vorbeiziehende militärische Einheiten sowie auch die ansässige Bevölkerung Plünderungen vorgenommen hätten oder haben.
Auch hatten deutsche Sondereinheiten u. a. mit den beiden Aktionen „Einsatzstab Rosenberg“ und „Ahnenerbe“ vor allem in Osteuropa Anfang des Zweiten Weltkrieges ähnliches getan.
Der Übergang zwischen legalen Reparationsleistungen und illegalen Szenarien war jedoch fließend.